# سیارک ۱۴۲۰۲۰
سیارک ۱۴۲۰۲۰ (به انگلیسی: 142020 Xinghaishiyan، نامگذاری:2002PH178)۱۴۲۰۲۰مین سیارک کشف شده‌است که در ۱۵ اوت ۲۰۰۲ کشف شد.